# U+I

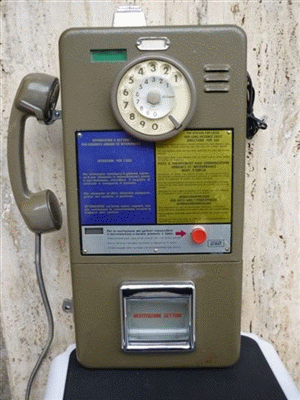
Il telefono U+I

U+I (Unificato per urbane ed interurbane) è stato un telefono per uso pubblico a monete e gettoni, utilizzato prevalentemente dalla fine degli anni sessanta fino agli anni ottanta, alla cui fine di decennio è stato progressivamente sostituito dal modello Rotor; il telefono venne prodotto su identico progetto con minime varianti, da diverse aziende, su specifiche e per conto della SIP.

## Storia

### Le postazioni telefoniche fino agli anni cinquanta
Fino agli anni cinquanta le postazioni dei telefoni pubblici non erano numerose; inoltre all'epoca la gestione del servizio telefonico era assegnato a cinque concessionarie, secondo competenza territoriale: STIPEL, TELVE e TIMO (controllate da STET, con un'utenza e una tecnologia su cui erano stati eseguiti maggiori investimenti) e TETI e SET (controllate da IRI), che svilupparono le infrastrutture per le chiamate urbane e interurbane all'interno della propria zona di competenza. Sebbene dal 1958 tutte e cinque fossero passate sotto il controllo di STET, di fatto ogni concessionaria aveva "carta bianca" sulla scelta della tipologica di eventuali apparecchi pubblici, e sui luoghi della loro installazione.
Le postazioni telefoniche disponibili al pubblico erano ubicate quasi esclusivamente presso esercizi commerciali (bar, alberghi, strutture ricettive) o altri impianti di pubblica utilità, comunque legate a un contratto fra il fornitore di servizi (la società telefonica) e il gestore delle strutture. Di conseguenza, i telefoni non erano fruibili senza pagamento di un corrispettivo - anticipato o posticipato - a un'eventuale cassa o a una figura legata a un tesoriere; trattandosi - in pratica - di telefoni intestati al titolare dell'esercizio, al di là del costo della chiamata calcolato in base al contascatti o all'uso di una "gettoniera" (alcune concessionarie avevano coniato propri gettoni utilizzabili solo nei loro apparecchi) , la possibilità di ottenere la linea per chiamare passava spesso attraverso il centralino del gestore, quindi questi - o il titolare dell'apparecchio - si potevano rifiutare di offrire questo servizio ai non clienti della struttura, o senza che il possibile utente avesse consumato qualcosa; per esempio, se si voleva telefonare da un bar come minimo si doveva anche pagare una tazzina di caffè.

### Gli anni sessanta e il primo telefonounificatocon i nuovi gettoni
All'inizio degli anni sessanta, grazie a una nuova gestione "centralizzata" da parte di STET, in alcune parti d'Italia, cominciarono ad essere installati i primi telefoni utilizzabili direttamente dagli utenti con dei nuovi gettoni, coniati nel 1959, e di tipo universale (ovvero utilizzabili in questi nuovi telefoni, in tutta Italia) - inseribili uno per volta - autonomamente. I primi modelli standard di telefono, denominati "prepagato urbano a comando locale" (S119 - dove S stava per circuito della Siemens - in varie versioni contraddistinte da progressive lettere), erano stati ideati da progettisti della IPM (Industria Politecnica Meridionale di Napoli) e, come accadrà per i modelli successivi, prodotti poi anche da altre aziende, fra cui la C3 di Roma. Di forma parallelepipeda, e dimensioni contenute, avevano sul frontale un disco e una tabella, e sul lato sinistro l'aggancio per la cornetta: parti mutuate da quelle dei telefoni domestici, prima in bachelite, poi in plastica. La fessura per i gettoni (che non venivano in alcun caso restituiti) era sul lato superiore. Tali apparecchi potevano effettuare solo brevi chiamate urbane (la tariffa forfettaria era di 5 minuti per gettone) attraverso una procedura farraginosa, indicata sulla targhetta, che permetteva l'inserimento di un solo gettone che cadeva al momento dello stabilirsi della comunicazione. Nel corso della loro esistenza, andarono incontro a modifiche, che permisero alle ultime versioni (denominate "a gettone universale per servizio urbano") di sostenere chiamate urbane anche più lunghe inserendo progressivamente, via via, nuovi gettoni. Le chiamate interurbane - soprattutto quelle a lunga distanza, sulle linee gestite da ASST - avevano ancora necessità di un operatore.

## Il progetto U+I e le aziende produttrici
Quando le concessionarie telefoniche furono assimilate e unificate nella Società Italiana per l'esercizio telefonico - SIP,  nel 1964, questa, già dopo la metà degli anni sessanta si preoccupò di rinnovare sia i telefoni posseduti dagli italiani nelle loro case (spesso apparecchi in bachelite, vetusti) che quelli pubblici, sia per rinnovarne il design, che per inserirvi una circuiteria che permettesse all'utente di poter effettuare in totale autonomia chiamate sia urbane che interurbane (in teleselezione) senza centralino, come la tecnologia delle reti dell'epoca già permetteva.  
Nel primo caso l'operazione - affidata a Lino Saltini e su progetto dalla Sit-Siemens - portò in breve tempo, nel 1962,  alla nascita e distribuzione agli abbonati del nuovo apparecchio S62 (prodotto poi anche da FATME e Face Standard, tutti e tre storici fornitori delle ex concessionarie), utilizzato anche come telefono "a scatti" nelle cabine di molti esercizi commerciali. Nel caso dei telefoni pubblici, l'operazione richiese più tempo. Il compito che la SIP delegò nuovamente alla IPM, infatti, era di concezione innovativa. Dettandone le specifiche tecniche, estetiche e di utilizzo,  SIP chiedeva un telefono che dovesse impiegare lo stesso tipo di gettone già in circolazione e ormai diffuso, essere finalmente posizionabile sia in luoghi interni (esercizi commerciali, postazioni ad hoc in hotel, stazioni, aeroporti) e anche in cabine esterne, quindi non più legato agli orari dei locali ed esercizi. Doveva essere a prova di scassinamenti, robusto, in grado di accettare in "deposito" anche più gettoni. Ma, soprattutto, al pari degli apparecchi domestici, l'utente doveva poter effettuare in totale autonomia chiamate sia urbane che interurbane (in teleselezione) senza centralino, come la tecnologia dell'epoca già permetteva. Un apparato di nuova concezione, che, al pari di altri prodotti, rispecchiasse la tipologia di società indipendente e veloce che stava arrivando con gli anni settanta, utilizzabile in libertà a ogni ora del giorno e della notte, velocemente, e senza vincoli di destinazione. 
La IPM progettò quindi il telefono denominato U+I unificato (acronimo per "sistema unificato per chiamate interurbane ed urbane"). Lo U+I sarà prodotto principalmente dalla stessa IPM (Industria Politecnica Meridionale) di Napoli e - come da accordi all'epoca in vigore - anche dalla URMET di Torino, azienda di riferimento della SIP; pochi esemplari furono inizialmente prodotti anche dalla fiorentina Sime Telefonia. Entrò in servizio dalla fine degli anni sessanta - sia per i tempi e costi di progettazione e produzione, che in modo da permettere il recupero dei costi d'investimento dei precedenti apparecchi, in fondo installati solo da pochi anni. Nella sua lunga carriera, i mutamenti - seppure minori - vi furono, sia a livello estetico che a livello di elettromeccanica/elettronica, operando alcune modifiche anche alle schede. Negli anni ottanta l'assemblaggio fu delegato anche alla SIT-Siemens, nel frattempo divenuta Italtel. Le parti furono prodotte da queste aziende e da innumerevoli fornitori terzi (fra le quali la stessa Sime, rimpiazzata poi dalla C.I.V.E. s.p.a., in relazione alle piastre interne e ai componenti da aggiornare, e al ripristino degli apparecchi), e cambiarono nel corso degli anni e in base alle modifiche effettuate a circuiti e meccanica. Se infatti il progetto iniziale era IPM, in base agli accordi dell'epoca, mantenuto anche per il successivo telefono Rotor, le migliorie e gli adeguamenti alle evoluzioni delle reti e delle centrali, potevano essere anche appaltate o proposte dalla URMET o dalle altre aziende. .

## Caratteristiche
Il telefono U+I fu uno strumento innovativo per l'epoca, essendo dotato di una raccoglitrice a gettoni che permetteva l'inserimento contestuale di diversi pezzi senza dover essere pronti a inserire via via i gettoni a ogni "scatto". Poteva effettuare telefonate urbane e interurbane. Per le chiamate urbane, inizialmente - in alcune zone d'Italia con ancora una tecnologia obsoleta - occorreva una procedura simile a quella del vecchio S119; ragion per cui ai telefoni veniva aggiunto un ulteriore pulsante frontale giallo - posizionato all'interno della parte sinistra, blu, dell'etichetta, con istruzioni appositamente modificate - che azionava un circuito ad hoc, sostituito a parte della scheda dell'U+I. Tale procedura scomparve presto con gli adeguamenti tecnici effettuati anche in tali zone, e gli U+I così dedicati - seppur immutati esteticamente - vennero modificati internamente con la disattivazione dei circuiti aggiuntivi  - in modo da funzionare come gli altri. Modifiche erano effettuate anche per gli U+I dedicati a usi speciali, con aggiunta, alterazione (o privazione) di parti o funzioni. Fra i molti, quelli dei pazienti ospedalieri non in grado di deambulare; gli apparecchi erano montati su un carrellino, ribassati per essere facilmente raggiungibili dal letto, e con il cavo della cornetta prolungato e retraibile.  

Gloria Guida utilizza il telefono pubblico U+I in un fotogramma del film La liceale nella classe dei ripetenti (1978).

La struttura esterna dell'apparecchio standard, a parallelepipedo, era in metallo zincato - con colori che variavano dal grigio dei primi modelli, a un colore più giallastro o verde, comunque legato anche al lotto e all'azienda produttrice. Il contenitore era composto da una cassa scatolata (che ospitava le piastre e i componenti) saldata al muro attraverso una piastra, mentre il frontale era composto di due sportelli separati, che potevano essere aperti e sfilati dai tecnici.  
Sulla cassa, il lato superiore ospitava, in rilievo, la fessura per l'introduzione guidata dei gettoni o delle monete; sul fianco sinistro si trovava, agganciata a un meccanismo a molla, la "cornetta" di plastica, simile a quella del modello Siemens S62. Sempre a sinistra, in alto la serratura per aprire lo sportello superiore e accedere ai circuiti, e in basso quella per aprire lo sportello inferiore ed estrarre la cassetta con i gettoni ingoiati dal telefono.  
Lo sportello superiore ospitava la maggior parte dei comandi utili all'utente. In alto al centro vi era il disco combinatore con i numeri - posizionato nella parte frontale alta, al centro - simile a quello dei telefoni casalinghi bigrigio dell'epoca, che, nel suo cerchio interno, a destra, riportava, nei primi modelli, il nome SIP all'interno di un piccolo cerchio, sostituito successivamente da quello dei fornitori, o eliminato in caso di apparecchi revisionati. Alla sinistra del disco si trovava la finestrella con l'indicatore di servizio del telefono (verde/rosso con dicitura di fuori servizio). Sopra - o al lato destro - del disco (in base all'azienda produttrice), il luogo (feritoia o cornice) per la targhetta con il numero telefonico dell'apparecchio, che era abilitato anche a ricevere chiamate. Ancora a fianco, le feritoie per la suoneria del campanello. 
Più in basso, sul frontale dello sportello superiore, era presente una targa in metallo su cui erano dettagliate le indicazioni riguardanti le tariffe delle telefonate e le informazioni specifiche per l'uso. La targa era divisa in tre parti: la sezione bassa, orizzontale, aveva le indicazioni per la restituzione dei gettoni inutilizzati in colore nero su sfondo grigio; ospitava, sulla destra, il pulsante rosso per tale restituzione e - nella sinistra - la finestrella per leggere il contascatti generale. Superiormente, la targa era divisa in due più grandi riquadri verticali affiancati, rispettivamente a sfondo blu con scritte gialle (a sinistra) e a sfondo giallo con scritte blu (a destra). Le serigrafie di questi due riquadri erano di due tipi: in una versione della targa - interamente in lingua italiana - a sinistra vi erano le istruzioni per le chiamate urbane. È in questo spazio che era - eventualmente - inserito il pulsante giallo per le chiamate urbane; procedura che richiedeva la presenza di una terza tipologia di targhetta, con indicazioni ad hoc. Nel riquadro destro, invece, si trovavano indicate le procedure per le chiamate interurbane. Nell'altra versione della targa, i due riquadri superiori cambiavano di contenuto: a sinistra vi erano tutte le istruzioni (per le chiamate urbane e interurbane) in lingua italiana, e a destra le medesime istruzioni in diverse lingue straniere (inglese, francese, tedesco). La versione veniva scelta, e sostituita, in base all'utenza e al pubblico che si pensava il telefono potesse avere (ad esempio un bar di un paese oppure un aeroporto internazionale). 
Lo sportello inferiore del frontale presentava un bocchettone - con una cornice, e protetto da una finestrella semitrasparente incardinata in alto - per accedere al recupero degli eventuali gettoni residui, nel caso la conversazione non avesse consumato l'intero ammontare inserito inizialmente. La restituzione delle monete o dei gettoni non avveniva però automaticamente; presumendo che l'utilizzatore potesse voler effettuare altre chiamate, senza perdere il credito del gettone ancora "in macchina", per comunicare alla centrale di aver definitivamente terminato l'utilizzo del telefono, occorreva premere il tasto rosso. 
L'interno dell'apparecchio era formato da una serie di meccanismi elettromeccanici, e circuiti elettrici, volti stabilire la conversazione, a incanalare e contare i gettoni, e a effettuare le funzioni telefoniche vere e proprie. Per il collegamento con la centrale, che avveniva al sollevamento della cornetta, era stata posizionata una ampolla con del mercurio che chiudeva il contatto, generando per l'ascoltatore un segnale intermittente lento (il "segnale di libero").  
Il telefono era dotato di un meccanismo intelligente che informava sia l'utenza sia i tecnici dell'impossibilità di funzionare vuoi per problemi tecnici (anche se i passaggi di controllo dei tecnici della SIP erano sempre necessari) che - in maniera routinaria e ricorrente - a causa della cassetta raccoglitrice piena, e da svuotare; in caso di fuori servizio la finestrella di servizio passava dal colore verde al rosso, impedendo così l'inserimento a perdere di gettoni.  
L'apertura - con chiave - dello sportello superiore per eventuali riparazioni permetteva di accedere a una prima piastra che ospitava, su entrambi i lati, la maggior parte dei circuiti e dei meccanismi. Tale piastra, incardinata a destra, poteva ugualmente essere girata (e smontata) per accedere alla sua parte posteriore nonché al fondo del telefono, che ospitava altri circuiti, la suoneria, e le connessioni verso l'esterno.  
L'accesso alla gettoniera avveniva invece aprendo (ed eventualmente sfilando) lo sportello inferiore, agendo su una serratura posta in basso a destra.In alcuni esemplari per cui era previsto un uso intenso, era stata creata una modifica per cui i gettoni cadevano in una scatola blindata posta sotto al telefono, con capienza maggiore. Gli esemplari pensati per l'impiego non custodito (quindi in piena strada) venivano corazzati con un ulteriore strato di metallo a proteggere internamente cassa e sportelli.   

### Evoluzione

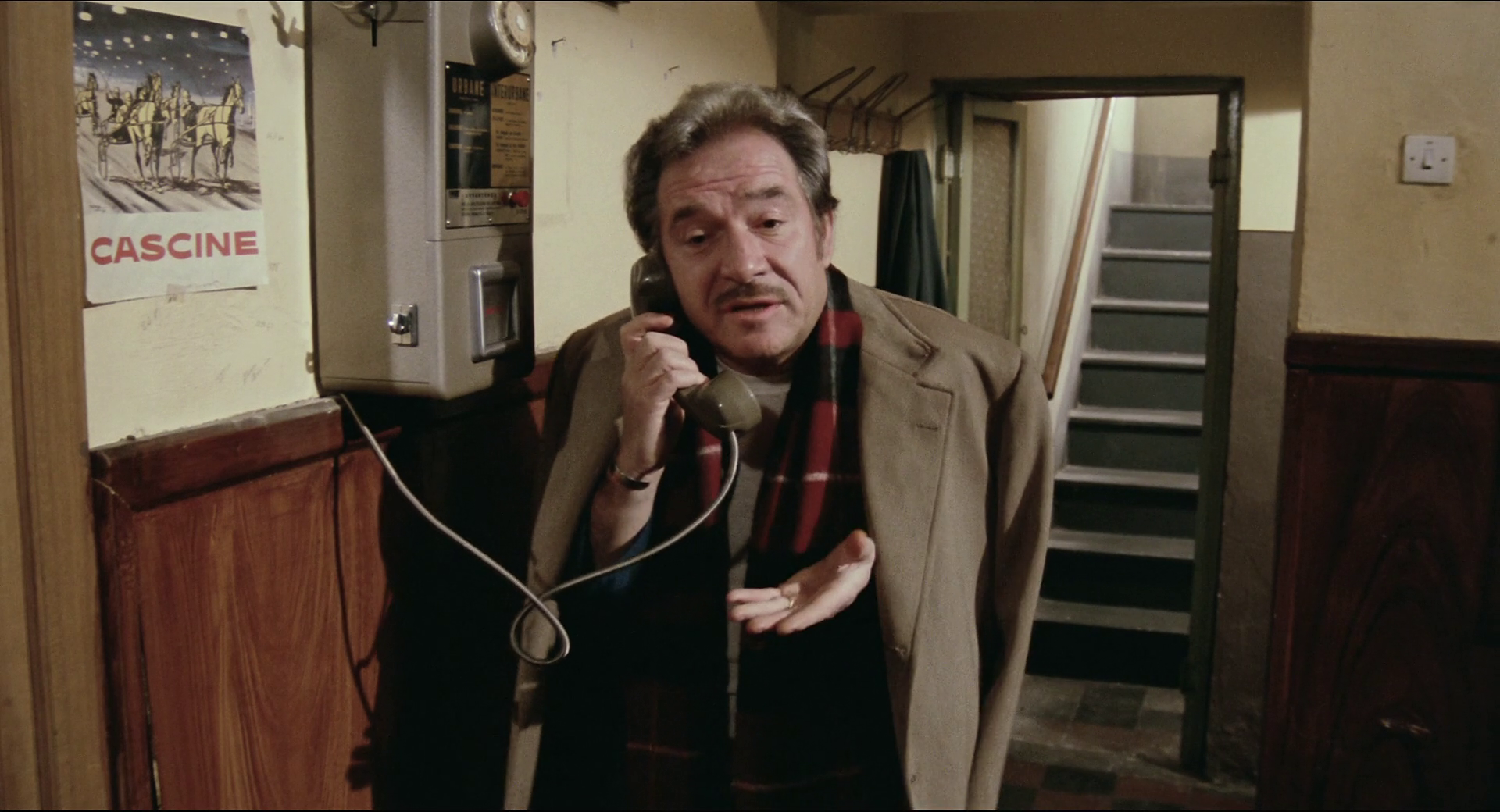
Ugo Tognazzi utilizza il telefono pubblico U+I in un fotogramma del film Amici miei (1975).

Sebbene non si possa parlare di diverse "versioni" del telefono - che mantenne invece una buona continuità di prodotto - proprio a causa della lunga esistenza, e dell'assemblaggio da parte di diverse aziende, alcuni aggiornamenti e peculiarità sono state operate, soprattutto nel corso degli anni settanta e della prima metà degli anni ottanta. Alcune di queste "evoluzioni"  furono legate a motivi di praticità e di costi: la sostituzione dei dischi combinatori in posizione inizialmente inclinata verso l'alto, con un disco parallelo alla scocca, e quindi frontale all'utilizzatore, nelle dimensioni maggiori che la nuova angolazione permetteva; la sostituzione delle cassette raccoglitrici in metallo dei gettoni utilizzati e di quelli da restituire con versioni in plastica; la sostituzione, sulla plastica della finestrella che permetteva l'accesso della mano al restitutore delle monete non utilizzate, della piccola dicitura "restituzione gettoni" con la scritta - più grande e meglio leggibile - "gettoni". Altre differenze, come la cornice della finestrella della restituzione gettoni in plastica o lamierino, il colore della scocca, o il posizionamento della targhetta con il numero di telefono, dipendevano dai componenti utilizzati, nel corso degli anni, dalle diverse aziende che producevano e assemblavano l'apparecchio su licenza. La versione iniziale del telefono, il suo produttore e lo schema della sua circuiteria erano riprodotti in un adesivo di medio formato, incollato all'interno dello sportello frontale, apribile, che ospitava il disco combinatore. In caso di riparazioni o sostituzioni, tale foglio era sostituito o, più spesso, sovraincollato. 
Lo U+I subì alcuni aggiornamenti sulle schede, volti a eliminare problematiche e indispensabili ad adeguarlo alle nuove centrali; tali aggiornamenti - operati tramite interventi di richiamo anche sugli esemplari già in esercizio - furono attuati soprattutto utilizzando componentistica e piastre prodotte dalla C.I.V.E. s.p.a., azienda dedicata, negli anni 80, anche al ricondizionamento integrale dei telefoni smontati e portati nelle officine di riparazione. Oltre agli aggiornamenti ordinari, complice la presenza di ricambi e componenti con identica funzione prodotti da diversi fornitori, nel corso degli anni, i vari U+I in servizio sono stati assemblati o hanno subito riparazioni e sostituzioni operate dai tecnici - sia tramite spedizione dell'intero telefono ai laboratori che, ove possibile, tramite riparazioni sul posto - con il materiale disponibile, spesso eterogeneo. Negli ultimi anni - complice la mancanza di nuovi ricambi - si adattava quel che restava a magazzino, smontandolo anche da apparecchi dismessi, nell'attesa del rimpiazzo con i nuovi telefoni Rotor. È quindi normale assistere ad apparecchi che "raccolgono" al loro interno ed esterno, aggiornamenti e riparazioni con pezzi elettronici, meccanici, estetici di diversi produttori o marchiati in diverse epoche, anche precedenti a quella di produzione del telefono stesso. In caso di sostituzione dell'intero sportello con un ricambio usato, ad esempio, lo stesso riferimento alla circuiteria corretta non è più affidabile. Siamo oramai oltre la metà degli anni ottanta, la domanda di telefonia si è trasformata in domanda di telecomunicazione, e lo U+I si appresta a lasciare libero il campo ai suoi successori.

## La sostituzione con i G+M eRotor
Al modo con cui il vecchio telefono a singolo gettone rimase in servizio, soprattutto nei luoghi dove il suo uso era meno intenso e quindi meno redditizio investire in una sua sostituzione, anche fino ai primi anni ottanta, anche il modello U+I, seppure non più sottoposto - fin da tale decennio  - a ulteriori miglioramenti progettuali,  rimase in uso molto a lungo. Gli ultimi esemplari, ubicati in zone minori, vennero sfruttati e riparati fino alla fine con i ricambi disponibili, per poi essere rimpiazzati direttamente dalle versioni avanzate dei rotor, negli anni novanta inoltrati. 
In generale, il pensionamento degli U+I avvenne dopo un affiancamento con il suo immediato successore; il modello G+M, che accettava sia i gettoni - vicini anch'essi alla loro dismissione - che alcuni tagli di monete, e su cui si tentarono i primi innesti di lettore di schede telefoniche prepagate o di carte di credito, in modo da limitare gli episodi di scassinamento delle casseforti che, oltre al danno netto, creavano notevoli perdite aggiuntive e indirette, in termini di apparecchi distrutti e giorni di non funzionamento di determinate postazioni. 
In realtà, la possibilità e la diffusione delle schede telefoniche era il segnale di un cambiamento nelle modalità di utilizzo del telefono pubblico: l'impiego diretto delle monete - che evitava la ricerca dei gettoni -  il vantaggio per i telefoni a pulsanti di utilizzare funzioni aggiuntive a impulso, tutte novità sconosciute alla obsoleta tecnologia a disco, accelerarono i cambiamenti legati alle trasformazioni societarie che portarono la SIP a perdere la propria posizione monopolistica nel mercato delle comunicazioni, divenendo Telecom Italia. Il mercato delle telecomunicazioni, il nuovo settore della tecnologia mobile, decollato negli anni ottanta, con i suoi nuovi player, portò - negli anni novanta - alla definitiva uscita di scena degli U+I e dei G+M, e alla conquista definitiva del mercato da parte del nuovo Rotor che, con le sue funzioni aggiuntive (seppur poi soppiantate da mezzi maggiormente adeguati, erano quelle di invio di fax, messaggi, interfaccia con la telefonia mobile, utilizzo anche da parte di soggetti con disabilità) era inteso quale ripensamento necessario alla nuova domanda. Di fatto, nei primi anni novanta, ogni esemplare residuo di U+I fu sostituito in maniera definitiva. Se aveva funzione di telefono pubblico, il suo posto fu preso dai Rotor,  Nel caso l' U+I fosse posizionato e utilizzato come telefono per chiamate pubbliche (come in hotel, ristoranti, o altri luoghi) gli furono invece preferiti apparecchi più piccoli e maneggevoli (come il Tuo, o altri apparecchi a scheda autonomamente attivabili dall'utente, da affiancare o in definitiva sostituzione di  quelli a scatti).